# Гордовий Федір Петрович
Федір Петрович Гордови́й (26 лютого 1924, Цвітне — 31 січня 1982, Черкаси) — український радянський майстер художньої кераміки. Чоловік Марини, батько Тамари Гордових.

## Життєпис
Народився 26 лютого 1924 року в селі Цвітному (нині Кропивницький район Кіровоградської області, Україна). Закінчив 10 класів середньої школи. Брав участь у німецько-радянській війні. Служив артилеристом-розвідником. Воював на Кавказі, в Карпатах. В результаті травм став інвалідом.
Протягом 1945–1953 років працював бригадиром у малювальниць, художником-технологом виробництва гончарної артілі. 1954 року з сім'єю переїхав до Черкас, де до кінця життя обіймав посади головного художника-декоратора Міського управління торгівлі, «Будинку торгівлі», «Дитячого світу».
Помер в Черкасах 31 січня 1982 року.

## Творчість
Автор тематичних ваз, декоративних тарелей, керамічних скульптур. Серед робіт:
- декоративні вази: триптих «Дніпрові розливи» (1975), «Кукурудза» (1975), «Черкащина» (1976), «Колос» (1977);
- скульптури: «Рибалка» (1972), «Запорожець» (1974), «Побратими» (1974), «Материнство» (1974), «Баран» (1976), «Іван Царевич та Жар-птиця» (1976), «Катерина» (1980), «Колючка» (1980);
- скульптурні композиції: «Зустріч» (1972), «Гончар» (1978), «Той, що в лісі» (1980), «Баба Параска і баба Палажка» (1980), «На панщині пшеницю жала» (1980), «Піп та Балда» (1980), «Рибалка взимку» (1980);
- набори для квасу: «Ходіть сюди» (1979), «Чоловік, пиво та рак» (1980), «Качка» (1980);
- горщик для квасу «Наївся» (1980);
- письмовий набір «Рибка» (1976);
- декоративні тарелі: «Годувальниця» (1974), «Вона сидить тихесенько» (1975);
- декоративні пласти: «Край битого шляху» (1979), «Гайдамаки» (1980).

Брав участь в обласних, республіканських, всесоюзних мистецьких виставках. Провів персональні виставки у Каневі у 1980–1981 роках та Черкасах у 1981 році.
Вироби зберігаюся у Черкаському та Сумському художніх музеях, Музеї народної архітектури та побуту України у Києві, Канівському музеї народного декоративного мистецтва.